# Buridans åsna
Buridans åsna är en paradox på ämnet fri vilja. Paradoxen uppkommer i en hypotetisk situation där en åsna placeras mittemellan en höstack och en vattenho. Åsnan är lika hungrig som törstig, och antas vara en rationell beslutsfattare. Då det är lika långt till höet som till vattenhon kan åsnan dock inte fatta ett rationellt beslut kring vilket håll den ska gå åt först, och dör således av såväl svält som törst. 
I en vanlig variant av paradoxen rör det sig istället om två hötappar, varvid åsnan dör av hunger.
Det sägs att den franske logikern och filosofen Jean Buridan (cirka 1295–cirka 1358) givit namn åt paradoxen.